# Una forca per un bastardo
Una forca per un bastardo è un film del 1968 diretto da Amasi Damiani.